# Glossa ordinaria (Kirchenrecht)
Die Glossa ordinaria („gewöhnliche Glosse“) zum Decretum Gratiani ist ein Kommentar desselben in Form zahlreicher Glossen, der aufgrund seiner Autorität und allgemeinen Verbreitung im akademischen Unterricht als ordinaria gilt.
Johannes Teutonicus verfasste zwischen 1215 und 1217 in Bologna zahlreiche Glossen zu Gratians Decretum. Später (um 1240) wurde die Glossa ordinaria von Bartholomaeus Brixiensis überarbeitet; diese Fassung blieb im späten Mittelalter und in der Frühen Neuzeit einer der wichtigsten Kommentare zum Decretum Gratiani und wurde in der Kanonistik in Forschung und Lehre intensiv benutzt. 
Bei der Erstellung der sogenannten editio Romana, der offiziellen kirchlichen Ausgabe des Decretum Gratiani, galt der Grundsatz, dass der Text des Decretum Gratiani nur soweit geändert werden durfte, dass die Kommentare in der Glossa ordinaria davon nicht berührt waren. In der Praxis bedeutete das, dass viele Stellen des Decretum Gratiani nicht auf Basis der Handschriften verbessert wurden, auch wenn die Herausgeber der editio Romana um die Fehlerhaftigkeit wussten.

## Gedruckte Ausgabe
- Decretum Gratiani emendatum et notationibus illustratum una cum glossis. Gregorii XIII pontificis maximi iussu editum: ad exemplar Romanum diligenter recognitum, Rom 1582 [Diese als editio Romana bekannte Ausgabe war bis 1917 für den kirchlichen Gebrauch verbindlich; sie ist nicht immer zuverlässig]. Digitalisat.